# چینی اوگومویکه
چینی اوگومویکه (انگلیسی: Chiney Ogwumike؛ زادهٔ ۲۱ مارس ۱۹۹۲) بازیکن بسکتبال اهل ایالات متحده آمریکا است.
وی در مسابقات کشوری و بین‌المللی در مجموع برندهٔ ۳ مدال طلا شده‌است.